# Vulnerable (Sencillo de Roxette)
«Vulnerable», escrita por Per Gessle, es una canción del dúo sueco Roxette. Fue lanzado el 23 de febrero de 1995 como quinto y último sencillo de difusión del disco Crash! Boom! Bang! Esta canción al mismo tiempo habría de ser  el sencillo principal del álbum recopilatorio Rarities publicado en Asia y Latinoamérica.

## Producción
En el digital booklet del álbum compilatorio Don't Bore Us, Get to the Chorus! el cantante y compositor Per Gessle comentó con respecto a la canción que la misma fue escrita en diciembre de 1990, pero que había llegado una semana tarde para ser incluida en el disco Joyride y que tampoco encajaba para las sesiones del disco Tourism. Finalmente fue incluida en las sesiones de grabación que se llevaron a cabo entre febrero de 1993 y enero de 1994. Mientras que en el booklet de la caja compilatoria Rox-box se hace referencia, que aunque no tuvo la suerte de otros sencillos se mantuvo en las listas de las radios durante más de un año, convirtiéndose en un clásico del repertorio. A pesar de ello, fue una de las cinco canciones del álbum que no fue interpretada en vivo durante la gira mundial Crash! Boom! Bang! Tour.
El sencillo publicó como lado B a The sweet hello, the sad goodbye, una canción, autoría de Gessle, que fue publicada antes por Thomas Anders para su disco Whispers el 31 de mayo de 1991. Esta canción también fue publicada por Jason Donovan como lado B de su sencillo All Around The World, el 26 de julio de 1993. Incluso también fue publicada por la extinta cantante Laura Branigan quien la publicó para su disco Over My Heart el 17 de agosto de 1993.

## Videoclip
El videoclip de esta canción fue dirigido por Jonas Åkerlund y producido por Lars Pettersson. El video fue filmado en las instalaciones del Carrington Hotel en Katoomba, en Nueva Gales del Sur (Australia) y las locaciones externas en Bondi Beach, en Sídney, Australia, y muestra a Per y Marie en un ambiente retro y nostálgico. En la plataforma Youtube el vídeo ha superado las 24 millones de reproducciones.

## Ranking
Esta canción alcanzó el puesto #12 en Suecia, siendo la segunda canción del disco Crash! Boom! Bang! mejor ubicada en el ranking, luego de sleeping in my car. Se mantuvo durante 10 semanas dentro del ranking sueco. En el Chart alemán también se mantuvo por 10 semanas, ingresando el 1 de mayo de 1995 en el puesto 79, llegando al #71 como mejor posición.En el The Official UK Charts Company de Reino Unido ingresó el 8 de abril de 1995 y llegó al puesto #44.Mientras que en Escocia, está registrado en el puesto #41.En tanto que en Islandia llegó al puesto #20 en el Top 40 del Íslenski listinn.

## Baladas en español
Vulnerable fue una de las 12 canciones elegidas para integrar el álbum Baladas en español, su único álbum de estudio en este idioma. La letra fue adaptada por Luis G. Escolar con el nombre Tímida.

## Ediciones
Vulnerable fue publicado como quinto sencillo del álbum Crash! Boom! Bang! el 23 de febrero de 1995. Posteriormente fue incluida en los siguientes sencillos, álbumes, DVD's y recopilatorios de Roxette:
1. 1994. Crash! Boom! Bang! Track #6
2. 1995. Vulnerable. Demo December 28, '90.[18]
3. 1995. Rarities. Fue sencillo promocional.
4. 1995. Greatest Hits - Don´t bore us get to the chorus.
5. 1995. Don't Bore Us - Get To The Chorus! Roxette's Greatest Video Hits.[19]
6. 1996. Baladas en español. Adaptada como Tímida.
7. 1998. The Greatest. Edición limitada publicada por EMI Toshiba para Japón.[20]
8. 2001. All Videos Ever Made & More! (The Complete Collection 1987-2001)[21]
9. 2003. Ballad & Pop Hits - The Complete Video Collection.[22]
10. 2004. The Ballads hits.
11. 2006 The Rox Box/Roxette 86-06.
12. 2014. XXX The 30 Biggest Hits.[23]
13. 2015. Roxette – The RoxBox! (A Collection Of Roxette's Greatest Songs)[24]

## Créditos[25]
- Per Gessle – Líder vocal y coros. Mezclas.
- Marie Fredriksson – Coros
- Jonas Isacsson – Guitarra eléctrica y acústica.
- Anders Herrlin – Ingeniero de sonido y programación
- Mats Holmquist – Arreglos de cuerdas.
- Clarence Öfwerman – Teclados. Programación, arreglos de cuerdas, mezclas y producción.
- Alar Suurna – Ingeniero de sonido y mezclas.
- Stockholms Nya Kammarorkester (créditos como SNYKO) – Orquesta